# New York Knicks 1965-1966
La stagione 1965-66 dei New York Knicks fu la 17ª nella NBA per la franchigia.
I New York Knicks arrivarono quarti nella Eastern Division con un record di 30-50, non qualificandosi per i play-off.

## Roster
| N° | Naz.                   | Ruolo | Sportivo         | Anno | Alt. | Peso |
| -- | ---------------------- | ----- | ---------------- | ---- | ---- | ---- |
| 5  | Stati Uniti (bandiera) | GA    | Dick Van Arsdale | 1943 | 196  | 95   |
| 6  | Stati Uniti (bandiera) | GA    | Tom Gola         | 1933 | 198  | 93   |
| 7  | Stati Uniti (bandiera) | G     | Em Bryant        | 1938 | 185  | 79   |
| 8  | Stati Uniti (bandiera) | C     | Walt Bellamy     | 1939 | 211  | 102  |
| 9  | Stati Uniti (bandiera) | AC    | Dave Stallworth  | 1941 | 201  | 91   |
| 10 | Stati Uniti (bandiera) | A     | Barry Clemens    | 1943 | 198  | 95   |
| 11 | Stati Uniti (bandiera) | AC    | Johnny Green     | 1933 | 196  | 91   |
| 12 | Stati Uniti (bandiera) | GA    | Dick Barnett     | 1936 | 193  | 86   |
| 15 | Stati Uniti (bandiera) | G     | Johnny Egan      | 1939 | 180  | 82   |
| 16 | Stati Uniti (bandiera) | G     | Howard Komives   | 1941 | 185  | 84   |
| 19 | Stati Uniti (bandiera) | AC    | Willis Reed      | 1942 | 206  | 107  |
| 22 | Stati Uniti (bandiera) | AC    | Jim Barnes       | 1941 | 203  | 95   |
| 24 | Stati Uniti (bandiera) | AC    | Len Chappell     | 1941 | 203  | 109  |

## Staff tecnico
- Allenatori: Harry Gallatin (6-15) (fino al 29 novembre)[1], Dick McGuire (24-35)